# Мюнхенштайн
Мюнхенштайн (нем. Münchenstein) — город в Швейцарии, в кантоне Базель-Ланд. 
Входит в состав округа Арлесхайм. Население составляет 11 880 человек (на 30 июня 2010 года). Официальный код  —  2769.